# 佐々木淳子
佐々木 淳子（ささき じゅんこ、1955年6月23日 - ）は、日本の漫画家。血液型はAB型。
東京都目黒区出身。実家はだんご店。東京デザイナー学院アニメーション科を卒業しており、学院在籍中は漫画研究会に所属していた。アシスタントを経て、1977年、『週刊少女コミック増刊号』掲載の『キムのゆうれい』でデビュー。小学館、新書館、角川書店、あおば出版など、活動の場は幅広い。
漫画家の酒井美羽とは東京デザイナー学院で同じ科にいた。一時期は美内すずえ、樹村みのりのアシスタントを経験している。
異世界を舞台とするSFジャンルの作品を得意とし、また夢、時間がテーマの作品が多い。代表作に『ダークグリーン』など。
2007年4月より、講談社の運営するウェブコミック閲覧サイト『MiChao!』において、『ダークグリーン』の続編となる『ディープグリーン』を連載。2009年12月の『MiChao!』の更新終了とともに連載も終了した（単行本全4巻）。 
さらに、『ディープグリーン』の続編・『ディメンショングリーン』が、現在同人誌として刊行されている。

## 作品リスト

### 単行本

#### 連載作品
- ブレーメン5 (全6巻)（フラワーコミックス、1982年1月 - 1989年10月）
- 那由他 (全3巻)（フラワーコミックス、1982年6月 - 1983年1月）
- ダークグリーン (全10巻)（フラワーコミックス、1983年9月 - 1988年2月）
- 青い竜の谷 (全7巻)（あすかコミックス、1990年 - 1993年）
- ブルーオベリスク（あすかコミックス、1992年）
- アイン・ラーガ (全6巻) (あすかコミックス、1993年 - 1994年)
- リュオン（幻冬舎コミックス、2004年）
- G・ZOOへようこそ（ギャラクシー・ズーへようこそ）（Meguコミックス、2005年）（聖悠紀作、超人ロックシリーズのシェアード・ワールド）
- ディープグリーン (全4巻)（講談社、2007年 - 2009年）
- リュオン (文庫版 (幻冬舎)、2011年1月)

#### 短編集
- Who! ―超幻想SF傑作集 (マイコミックス、1981年）（短編集）
  - Who! (『少年/少女SFマンガ競作大全集 '80年 Part7』（東京三世社）)
  - 赤い壁 (『コロネット』1980年夏の号)
  - 恐怖のワンモア（文章エッセイ）
  - メッセージ (『少女コミック』1979年9月30日増刊号)
  - のこされたこころ (『少女コミック』1978年第29号)
  - リディアの住む時に… (『少女コミック』1978年5月3日増刊号)
  - ミューンのいる部屋 (『少女コミック』増刊デラックス1979年1月27日号)
  - 母はやさしくほほえんで (『少女コミック』1979年2月25日増刊号)
- Who! ―超幻想SF傑作集 (シティコミックス、1983年）（新装版、短編集）
- ドリームダストメモリーPart1（ペーパームーンコミックス、イラスト集・短編集。1983年）
- ドリームダストメモリーPart2（ペーパームーンコミックス、1984年）
- どんどん長くずんずん深く（ペーパームーンコミックス、1984年）（短編集）
  - どんどん長くずんずん深く
  - スタート
  - アリス・現実な国で
  - そのむこう
  - 鏡の国から…
- 佐々木淳子イラスト集 - DARK GREEN VISUAL MESSAGE 夢（1986年）
- ドリームダストメモリーPart3（ペーパームーンコミックス、1987年）
- SHORT TWIST（プチフラワーコミックス、1988年）
  - SHORT TWIST (『プチフラワー』1988年6・7月号)
  - ルオスG (『少年ビッグコミック』1987年5・6月号)
- Who! ―超幻想SF傑作集 (ベルコミックス、1993年) (新装版、短編集)
- ボーイな君 ―佐々木淳子ワールド（フラワーコミックス、1999年）（短編集）
  - ボーイな君
  - ダイエット特別セミナー
  - ゴミ☆ぱにっく
  - 夢果てる
- SHORT TWIST ―佐々木淳子傑作選 (BIRZ COMICS SPECIAL、2011年3月)
  - SHORT TWIST (単行本 1988年から再録)
  - のこされたこころ ケースB (商業誌初出)
  - 伝説の地 (『ドリームダスト・メモリー』1983年11月 から再録)
  - ベビーNの幸福 (『プチコミック』1988年12月号、1989年1月号)
  - オパールの竜 (『月刊Asuka』1989年5月号)
  - LONG TWIST (描きおろし、「SHORT TWIST」続編)

### 単行本併録短編
- キムのゆうれい（1977年。『那由他』1巻収録）
- テレポート（1974年。メディアファクトリー版『那由他』2巻収録）
- みどりの大地（1976年。『ブレーメン5』3巻収録）
- マーティン!（1976年。ドリームダストメモリーPart2収録。同人誌掲載作品であり『ぱふ』1983年5月号(61頁-)に再掲）
- 白き銀河の果てに（1977年、北浦圭との合作。ドリームダストメモリーPart1収録）
- 恐竜の絵本（1980年、同人誌からの再録。『那由他』2巻収録[7]）
- 二次元チョモコモ（1981年。『ブレーメン5』2巻収録）
- セピア色したみかづき形の…（1981年。『那由他』3巻収録）
- 霧ではじまる日（1982年。『ブレーメン5』4巻収録）

### 未収録作品
- わたしの実験室（1974年）
- 桜の園のリディヤ（高野史緒によるトリビュート小説。挿絵起稿] - 『SFマガジン』2021年4月号 掲載

### 画集
- 佐々木淳子イラスト集 DARK GREEN VISUAL MESSAGE 夢（小学館、1986年4月20日初版第1刷発行）ISBN 4-09-199581-0